# Tumauini
Tumauini (Filipino: Bayan ng Tumauini) ist eine philippinische Stadtgemeinde in der Provinz Isabela, Verwaltungsregion II, Cagayan Valley. Sie hat 67.650 Einwohner (Zensus 1. August 2015), die in 46 Barangays lebten. Sie wird als Gemeinde der ersten Einkommensklasse auf den Philippinen und als teilweise urbanisiert eingestuft.
Tumauini liegt im Norden der Provinz. Die Gemeinde liegt am Fuß des Gebirgsmassives der Cordillera Central im Westen, im Tal den Cagayan-Rivers. Sie liegt 428 km nördlich von Manila und ist über den Marhalika Highway erreichbar. Ihre Nachbargemeinden sind Santo Tomas im Nordwesten, Delfin Albano im Westen, Ilagan City im Süden, Divilacan im Osten, Cabagan im Norden.
Tumauini ist vor allem bekannt durch die Kirche San Mattias, diese wurde zu einem National Cultural Treasure erklärt und steht seit 2006 auf der Vorschlagsliste zur Aufnahme in das UNESCO-Welterbeliste.

## Baranggays
| - Annafunan - Antagan I - Antagan II - Arcon - Balug - Banig - Bantug - Barangay District 1 - Barangay District 2 - Barangay District 3 - Barangay District 4 - Bayabo East - Caligayan - Camasi - Carpentero - Compania | - Cumabao - Fermeldy - Fugu Abajo - Fugu Norte - Fugu Sur - Lalauanan - Lanna - Lapogan - Lingaling - Liwanag - Malamag East - Malamag West - Maligaya - Minanga - Moldero | - Namnama - Paragu - Pilitan - San Mateo - San Pedro - San Vicente - Santa - Santa Catalina - Santa Visitacion - Santo Niño - Sinippil - Sisim Abajo - Sisim Alto - Tunggui - Ugad |